# 277. Infanterie-Division (Wehrmacht)
Die 277. Infanterie-Division war eine deutsche Infanteriedivision des Heeres im Zweiten Weltkrieg.

## Geschichte

### Aufstellung
Die Division wurde am 22. Mai 1940 als Division der 10. Aufstellungswelle als mobile Ersatz-Division im Wehrkreis VII (München) aufgestellt. Die Aufstellung dieser Division wurde für den Fall eines länger andauernden Westfeldzuges geplant und sollte bis 1. Juni 1940 erfolgen. 

### Abbruch der Aufstellung
Aufgrund eines schnellen Endes des Westfeldzugs durch den Abschluss eines Waffenstillstandes mit Frankreich wurde die Aufstellung der Division, wie auch bei den anderen Divisionen dieser Aufstellungswelle, vor ihrer Vollendung am 22. Juli 1940 abgebrochen. Die bis dahin aufgestellten einzelnen Kompanien wurden zu ihren Ersatz-Einheiten zurückgeschickt.

### Wiederaufstellung
Die Division wurde am 17. November 1943 im Zuge der 22. Aufstellungswelle bei der Heeresgruppe F in Kroatien ein zweites Mal aufgestellt. Die Aufstellung erfolgte durch den Wehrkreis XVII und dem Hauptquartier in Znaim. 

### Verlegung nach Kroatien
Bis Januar 1944 blieb die Division in Kroatien bei der Heeresgruppe F, der 2. Panzerarmee unterstellt. 

### Umgliederung
Im Januar 1944 wurde die Division zur weiteren Aufstellung nach Frankreich in die Gegend von Narbonne verlegt. Das Divisions-Kommando wurde aus der in Mittelrussland bei der 4. Armee aufgelösten 262. Infanterie-Division gebildet. 

### Besatzungstruppe Frankreich
In Frankreich erfolgte die Unterstellung unter die 19. Armee, erst von Februar bis April bei der Heeresgruppe D und dann bis Juni bei der Heeresgruppe G. 

### Normandie-Schlacht
Ab Juli kam die Division zur Panzergruppe West bei der Heeresgruppe B in die Normandie. 

### Vernichtung
In den Kämpfen nach der alliierten Landung in der Normandie eingesetzt erlitt die Einheit schwere Verluste und ging im Kessel von Falaise in der Normandie im August 1944, nun bei der 7. Armee in der Heeresgruppe D, unter.
Der Panzerjäger-Abteilung der Division wurden noch im Oktober 1944 für eine Neuausrüstung vierzehn Jagdpanzer 38 zugeteilt.

## Kommandeure
- Generalleutnant Karl Graf: von der ersten Aufstellung bis zur ersten Auflösung
- Generalleutnant Helmuth Huffmann: von der zweiten Aufstellung bis 5. April 1944
- Generalleutnant Albert Praun: vom 4. April 1944 bis 10. August 1944
- Oberst/Generalmajor Wilhelm Viebig: vom 10. August 1944 bis zur zweiten Auflösung

## Gliederung
1940:
- Infanterie-Regiment 553 mit drei Bataillone aus Wehrkreis IV (Dresden)
- Infanterie-Regiment 554 mit drei Bataillone aus Wehrkreis VII (München)
- Infanterie-Regiment 555 mit drei Bataillone aus Wehrkreis XIII (Nürnberg)
- Artillerie-Abteilung 277 mit vier Bataillonen durch Wehrkreis VII (München)
- Divisions-Einheiten 277 (darunter Panzerjäger-, Pionier- und Nachrichten-Kompanie)

1943:
- Grenadier-Regiment 989: I. und II. aus dem Stab des Grenadier-Regiments 462 und I./462 der 262. Infanterie-Division und dem Reserve-Grenadier-Bataillon II./130 der 187. Reserve-Division
- Grenadier-Regiment 990: I. und II. aus dem Grenadier-Regiment 44 der 141. Reserve-Division
- Grenadier-Regiment 991: I. und II. aus dem Grenadier-Regiment 45 der 141. Reserve-Division
- Divisions-Füsilier-Bataillon 277 aus III./Grenadier-Regiment 194 der 71. Infanterie-Division
- Artillerie-Regiment 277 I. bis IV. aus Stab und IV./Artillerie-Regiment 262 und II./Artillerie-Regiment 137
- Divisions-Einheiten 277

## Bekannte Divisionsangehörige
- Willi Lassen (1906–1973), im Stab der Division